# Eduardo Astengo
Eduardo Astengo Campodónico (Lima, 15 de agosto de 1905-Lima, 3 de diciembre de 1969) fue un futbolista, director técnico e ingeniero peruano. Jugaba en la posición de centrocampista. También fue entrenador, presidente y uno de los fundadores del Club Universitario de Deportes.

## Trayectoria
Fue internacional con la selección de fútbol del Perú. Fue convocado por el entrenador Francisco Bru para participar en la Copa Mundial de Fútbol de 1930, disputada en Uruguay, siendo eliminados en la primera fase tras no conseguir victorias. También formó parte de la plantilla que participó en el Campeonato Sudamericano 1929, donde el seleccionado peruano ocupó el cuarto lugar.En 1955 fue presidente del Comité Olímpico Peruano, antecesor del actual Instituto Peruano del Deporte.

### Participaciones en Copas del Mundo
| Mundial                        | Sede    | Resultado    |
| ------------------------------ | ------- | ------------ |
| Copa Mundial de Fútbol de 1930 | Uruguay | Primera fase |

### Participaciones en el Campeonato Sudamericano
| Campeonato                   | Sede      | Resultado    |
| ---------------------------- | --------- | ------------ |
| Campeonato Sudamericano 1929 | Argentina | Cuarto lugar |

## Palmarés

### Como futbolista

#### Campeonatos nacionales
| Título                       | Club                      | País | Año  |
| ---------------------------- | ------------------------- | ---- | ---- |
| Campeonato Peruano de Fútbol | Universitario de Deportes | Perú | 1929 |
| Campeonato Peruano de Fútbol | Universitario de Deportes | Perú | 1934 |

### Como entrenador

#### Campeonatos nacionales
| Título                       | Club                      | País | Año  |
| ---------------------------- | ------------------------- | ---- | ---- |
| Campeonato Peruano de Fútbol | Universitario de Deportes | Perú | 1934 |